# Les Folies fermières
Pour plus de détails, voir Fiche technique et Distribution.
Les Folies fermières est une comédie dramatique française réalisée par Jean-Pierre Améris et sortie en 2022.

## Synopsis
Un éleveur laitier du Cantal, sur le point de perdre sa ferme, ouvre un cabaret pour la sauver de la faillite, alliant un spectacle sur scène et une table où seront servis des produits locaux. Il croit en son projet, même si sa famille est dubitative.

## Fiche technique
- Titre original : Les Folies fermières
- Réalisation : Jean-Pierre Améris
- Scénario : Jean-Pierre Améris, Murielle Magellan, Jean-Luc Gaget et Marion Michau
- Musique : Quentin Sirjacq
- Décors : Pascaline Pitiot
- Costumes :
- Photographie : Virginie Saint-Martin
- Montage : Anne Souriau
- Production : Sophie Révil
  - Production exécutive : Frédéric Grunenwald
- Sociétés de production : France 3, Escazal Films, TF1, Apollo Films et Auvergne-Rhône-Alpes Cinéma
- Société de distribution : TF1 et Apollo Films
- Pays de production :  France
- Langue originale : français
- Format : couleur — 2,35:1
- Genre : comédie dramatique
- Durée : 109 minutes
- Dates de sortie :
  - France : 11 mai 2022

## Distribution
- Alban Ivanov : David
- Sabrina Ouazani : Bonnie
- Michèle Bernier : Mireille, la mère de David
- Bérengère Krief : Laëtitia, ex-femme de David
- Moussa Maaskri : Houari
- Guy Marchand : Léo, le grand-père de David
- Philippe Benhamou : Dominique
- Lise Laffont : Line
- Ariana Rivoire : Gabrielle
- Elsa Godard : Laure
- Alain Rimoux : Gabor
- Ludovic Berthillot : Fred
- Éric Verdin : Le juge
- Patrik Cottet-Moine : le fermier imitateur[réf. nécessaire]

## Inspirations
Le film s'inspire de l'histoire d'un couple d'agriculteurs qui a sauvé le dernier élevage de leurs parents en ouvrant une boucherie et en créant le premier cabaret de France à la ferme à la commune de Garrigues dans le Tarn.